# M/S Viggen
M/S Viggen är en finländsk bil- och passagerarfärja för Ålandstrafiken. Den byggdes 1998 av Uudenkaupungin Työvene Oy i Nystad i Finland och levererades till Ålands landskapsregering för att segla för Ålandstrafiken.
M/S Viggen gick tidigare på Norra linjen mellan Åva och Osnäs, men går numera mellan Galtby och Kökar.

## Bildgalleri

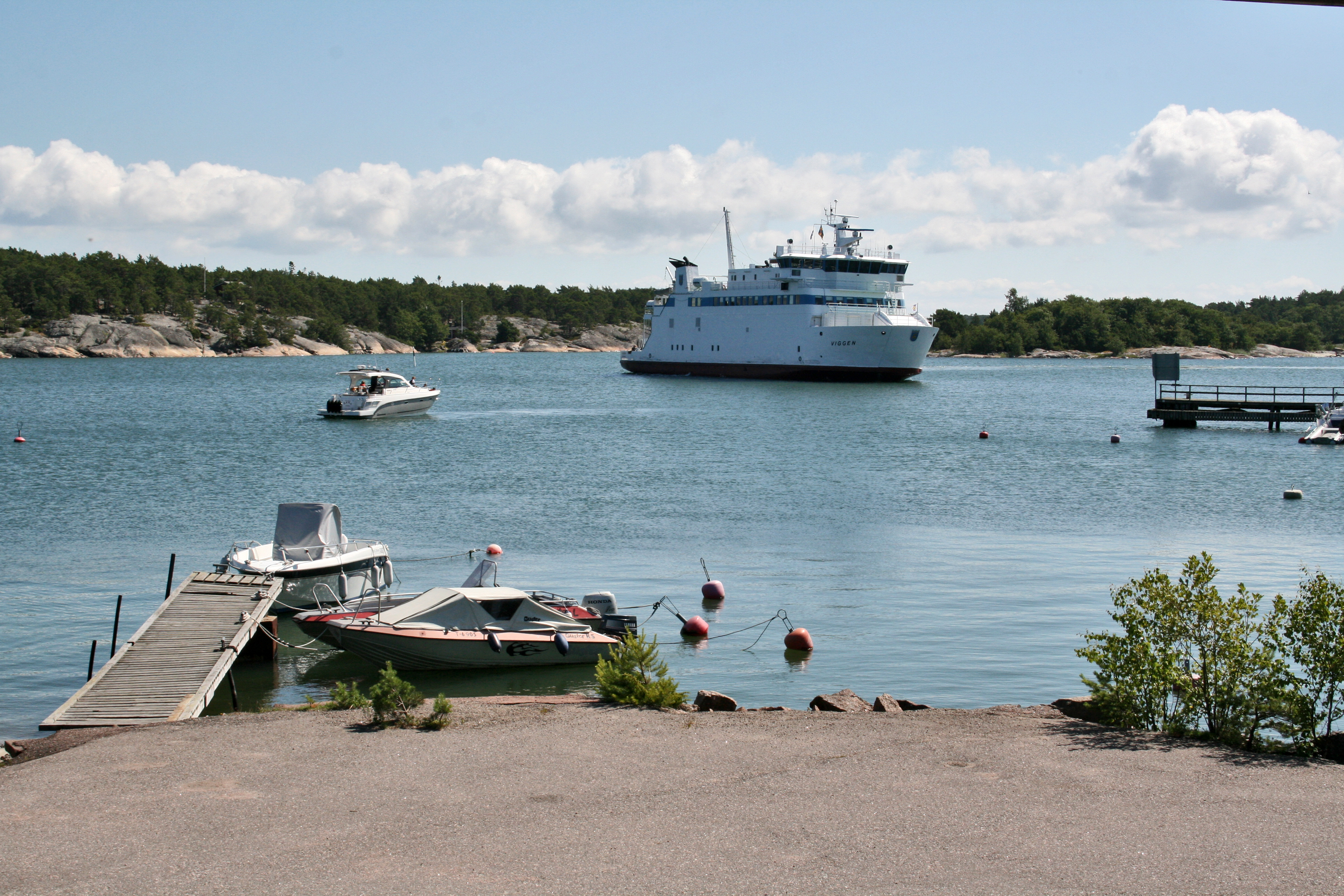
Färjan Viggen ankommer till Osnäs i Gustavs.